# Хабибуллина, Рабига Хисматовна
Рабига Хисматовна Хабибуллина — советский хозяйственный, государственный и политический деятель.

## Биография
Родилась в 1914 в селе Альшеево (ныне с. Раевский, Альшеевского района Республики Башкортостан) в семье приказчика Хабибуллина Хисмата Хусаиновича (1870 г.р.). Член ВКП(б) с 1939 года.
С 1936 года — на хозяйственной, общественной и политической работе. В 1936—1969 гг. — кредитный инспектор Альшеевского отделения Госбанка, счетовод в колхозе «Сынтыш» Альшеевского района, конструктор-бухгалтер Ташлинской МТС, в аппарате Башкирской республиканской конторы Госбанка, заведующая сектором информации обкома ВКП(б), заведующая сектором партстатистики, партийным кабинетом Туймазинского райкома КПСС, заместитель директора Туймазинской конторы «Заготзерно», второй секретарь, первый секретарь Туймазинского райкома КПСС, министр социального обеспечения Башкирской АССР.
Избиралась депутатом Верховного Совета СССР 4-го, 5-го, 6-го созывов, Верховного Совета Башкирской АССР 7-го созыва, 8-го созыва, 9-го созыва, делегатом XIX съезда КПСС.
В 1950-х годах, возглавляя Туймазинский район как первый секретарь райкома ВКП (б), выполнила большую работу по повышению статуса посёлка Туймазы. 5 февраля 1960 года  Указом Президиума Верховного Совета РСФСР утверждено постановление о преобразовании рабочего поселка Туймазы в город районного подчинения.
С 1961 по 1979 годы - министр социального обеспечения Башкирской АССР
Умерла в 1979 году.

## Память
Бюст Р.Х. Хабибуллиной установлен в г.Туймазы на ул.Чапаева 2\1, возле Республиканского Центра социальной поддержки населения.